# Juan Andrés Arango
Juan Andrés Arango García (Bogotà, 19 de setembre de 1976) és un guionista i director de cinema colombià-canadenc. El seu primer llargmetratge, La playa DC, es va estrenar al 65è Festival Internacional de Cinema de Canes i fou seleccionada com la representant colombiana en la categoría de millor pel·lícula de parla no anglesa als Premis Oscar de 2013.
Originari de Bogotà, Colòmbia, ha residit principalment a Mont-real, Quebec des que va començar els seus estudis de postgrau en cinema en la Universitat Concòrdia en 2006. La seva segona pel·lícula, X500, va debutar al Festival Internacional de Cinema de Toronto 2016.
El 2019 va ser un dels set directors, al costat de Kaveh Nabatian, Sophie Goyette, Sophie Deraspe, Karl Lemieux, Ariane Lorrain i Caroline Monnet, de la pel·lícula d'antologia The Seven Last Words (Les sept dernières paroles).